# Rochefort (bière)
Pour les articles homonymes, voir Rochefort.
La Rochefort est une bière trappiste belge.

## Situation de la brasserie
À deux kilomètres au nord de la petite ville de Rochefort, dans la province de Namur (Belgique) se trouve l'abbaye Notre-Dame de Saint-Rémy qui compte une vingtaine de moines trappistes. Cinq d'entre eux travaillent à la brasserie.

## Histoire
L'abbaye brasse depuis 1595. À l'époque, la priorité était donnée à l'activité agricole. À la Révolution française, les moines fuient l'abbaye qui est pillée et toute activité brassicole est arrêtée. La congrégation se reforme à la fin du XIXe siècle et en 1950, les moines brassent à nouveau à Rochefort. La production commencée à cette date forme le point de départ de la marque actuelle.

## Production
À Rochefort, la quantité de bière fabriquée est volontairement limitée. Elle totalise une production de 1100 hectolitres de bières par semaine[réf. souhaitée].
La levure utilisée est unique et propre à la brasserie qui possède sa propre souche. L'eau naturellement pure est puisée dans la source de la Tridaine, proche de l'abbaye.
Un projet d'extension de la carrière de calcaire voisine de la Boverie, exploitée par une société du groupe Lhoist, fait débat en soulevant des risques quant au maintien de la bonne qualité de cette eau de source,,. Cette extension est actuellement[Quand ?] bloquée,.

### Bières
Il existe quatre types de bières trappistes de Rochefort. Trois (la 6, la 8 et la 10) sont des bières brunes de fermentation haute. La quatrième est une bière triple blonde.
Ces bières sont commercialisées en bouteilles de 33 cl.
- la Trappiste Rochefort 6, la plus ancienne, à capsule rouge titre 7,5 % d'alcool.
- la Trappiste Rochefort 8 dite Spéciale à capsule verte titre 9,2 % d'alcool.
- la Trappiste Rochefort 10  dite Merveille à capsule bleue titre 11,3 % d'alcool. C'est la bière trappiste comprenant le plus grand pourcentage d'alcool. Elle a été créée après la Seconde Guerre mondiale[1].
- la Trappiste  Rochefort Triple Extra titre 8,1% d'alcool. Première bière blonde de la brasserie et première nouvelle bière de Rochefort depuis plus de 65 ans, elle a été créée en 2019 (une bière blonde avait déjà été brassée entre 1920 et 1923). Elle est commercialisée depuis l'automne 2020, en quantité limitée dans un premier temps. Contrairement aux trois autres bières de Rochefort, la Triple n'a pas de chiffre sur sa capsule ; elle affiche une devise Curvata resurgo ("courbé, je me redresse") qui est la devise de l'Abbaye Saint-Rémy. La couleur de son étiquette est le violet, couleur présente dans la religion catholique (pénitence et humiliation[7]), qui est également la couleur de l'amitié[8],[9]

Les chiffres 6, 8 et 10 proviennent d'une ancienne unité de mesure du taux d'alcool, qui exprime le centième de la gravité du moût avant fermentation.

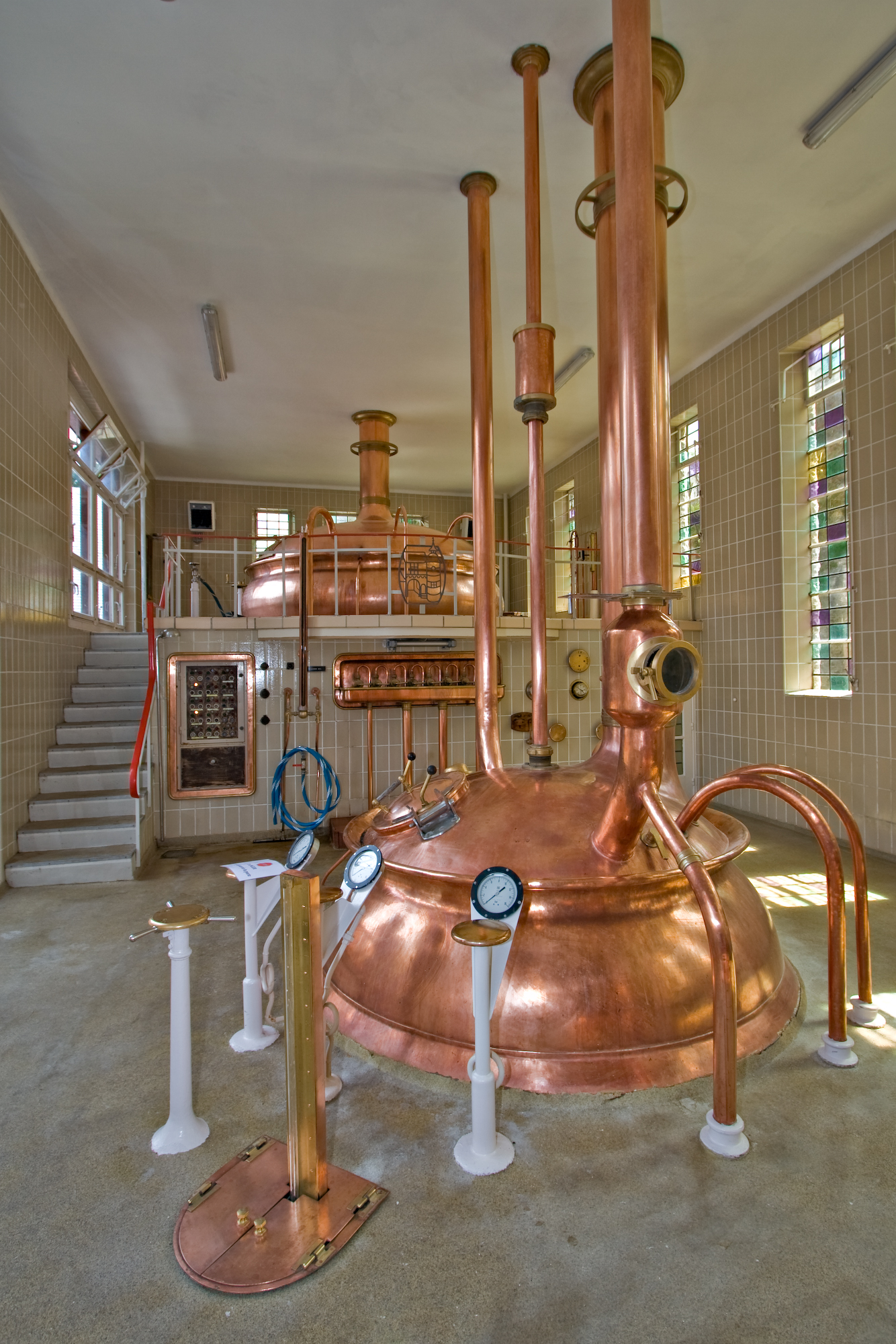
Brasserie des Pères trappistes de Rochefort.
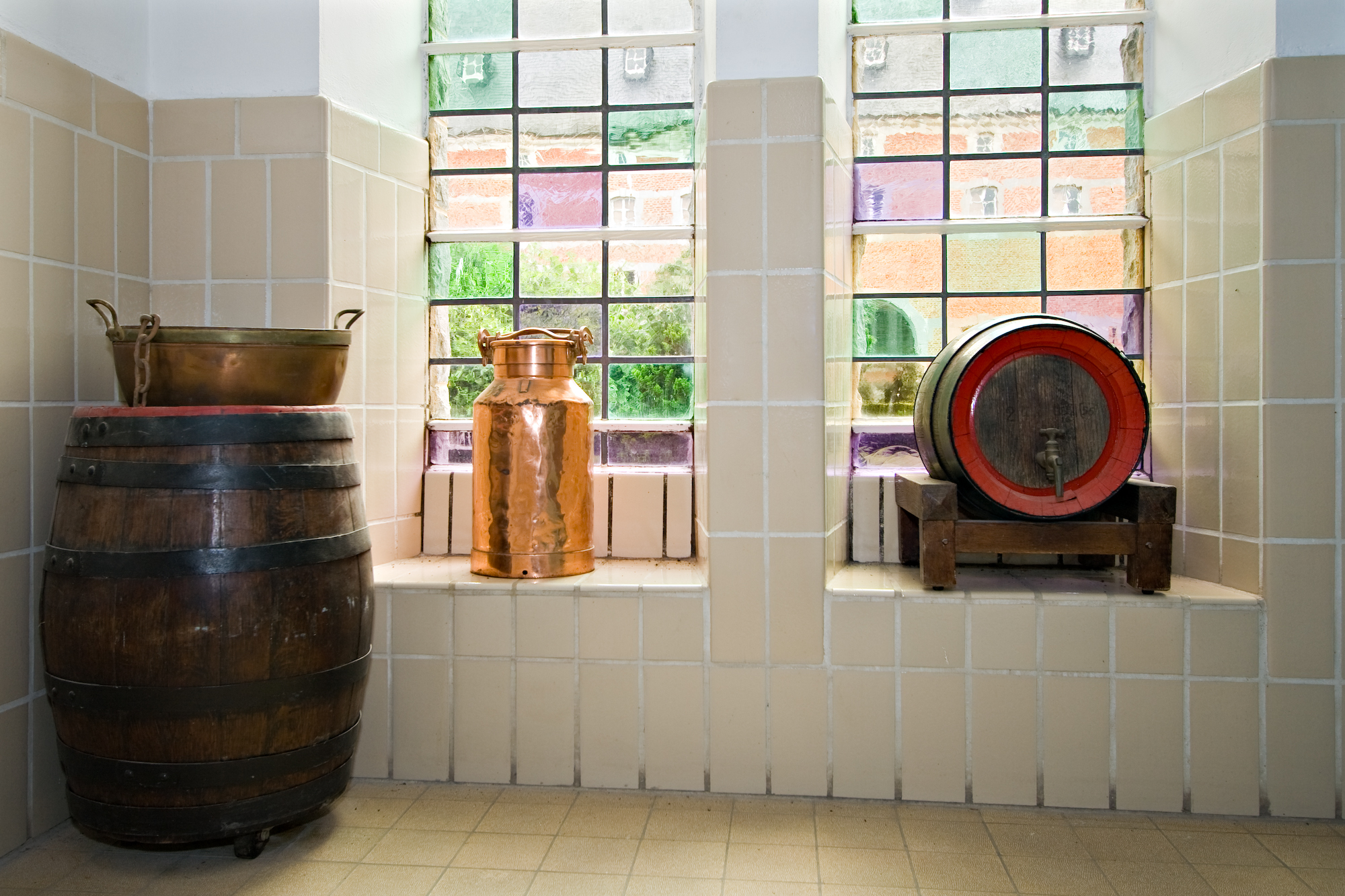
Brasserie des Pères trappistes de Rochefort.
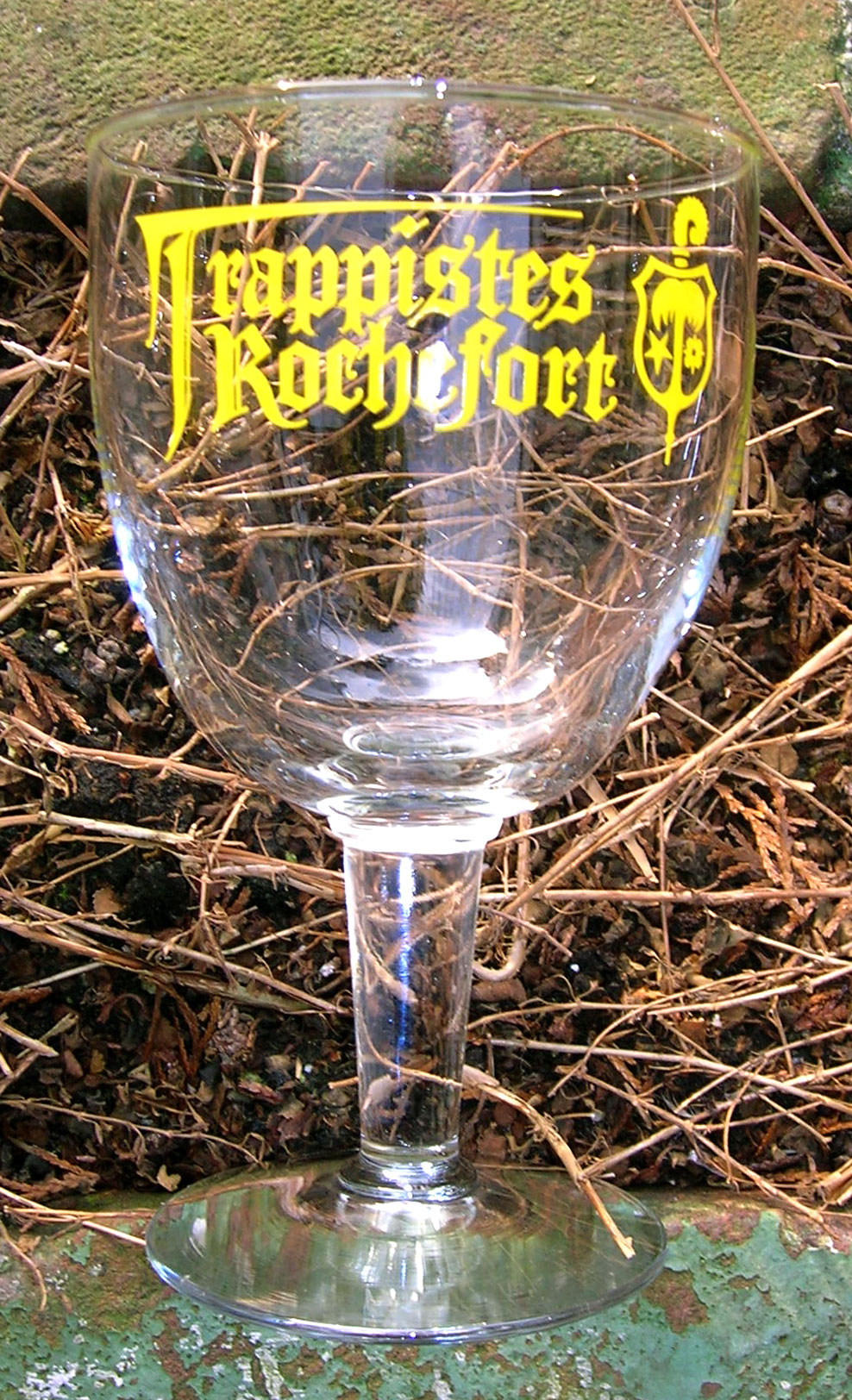
Verre à bière de Rochefort.